# Chlamydotis
Chlamydotis là một chi chim trong họ Otididae.

## Các loài
Chi này có 2 loài, trước đây được xem các nhóm chị em với nánh gồm cả chi Otis.
- Chlamydotis undulata
  - C. u. undulata ở Bắc Phi
  - C. u. fuertaventurae ở quần đảo Canary
- Chlamydotis macqueenii của châu Á

## Hình ảnh

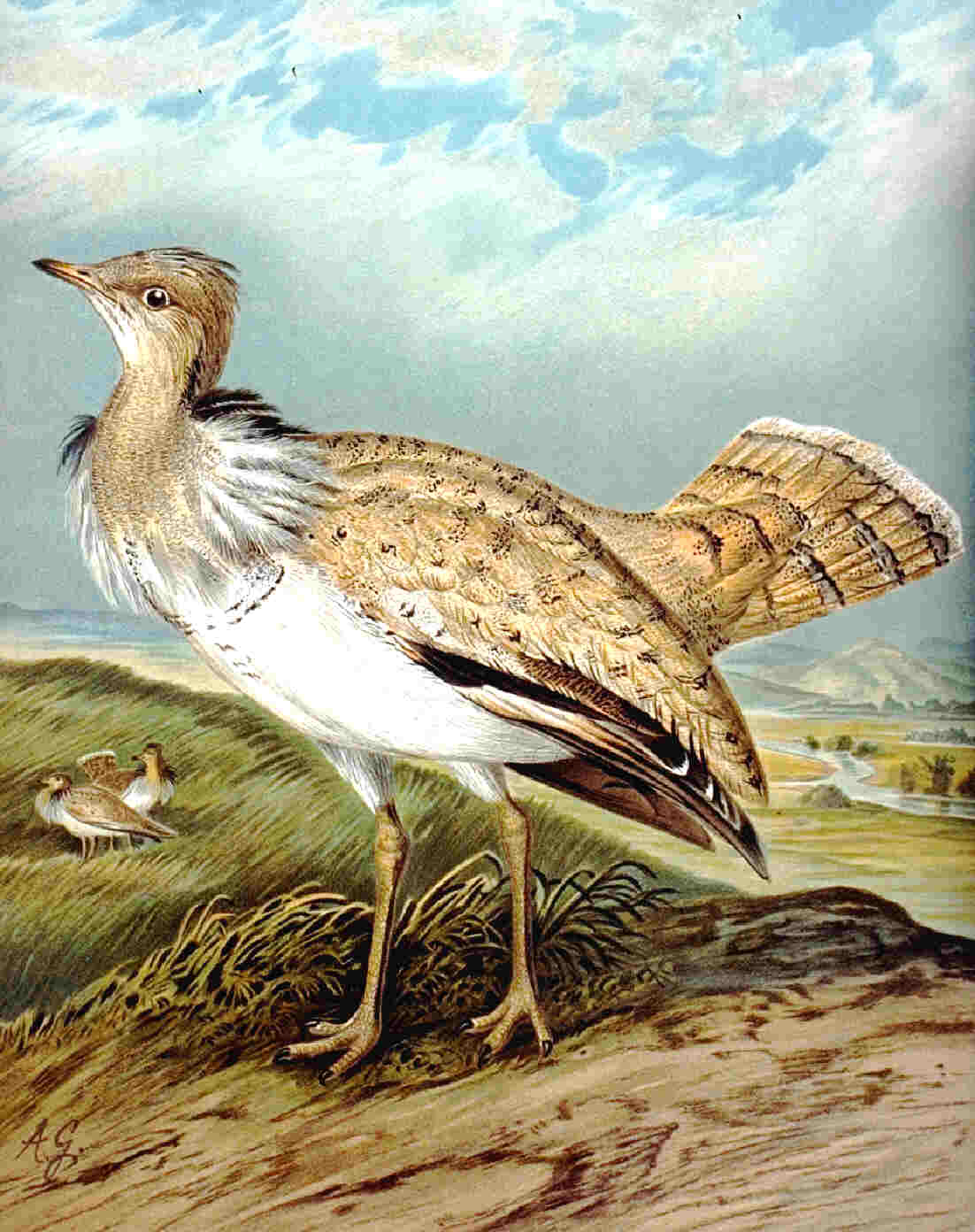
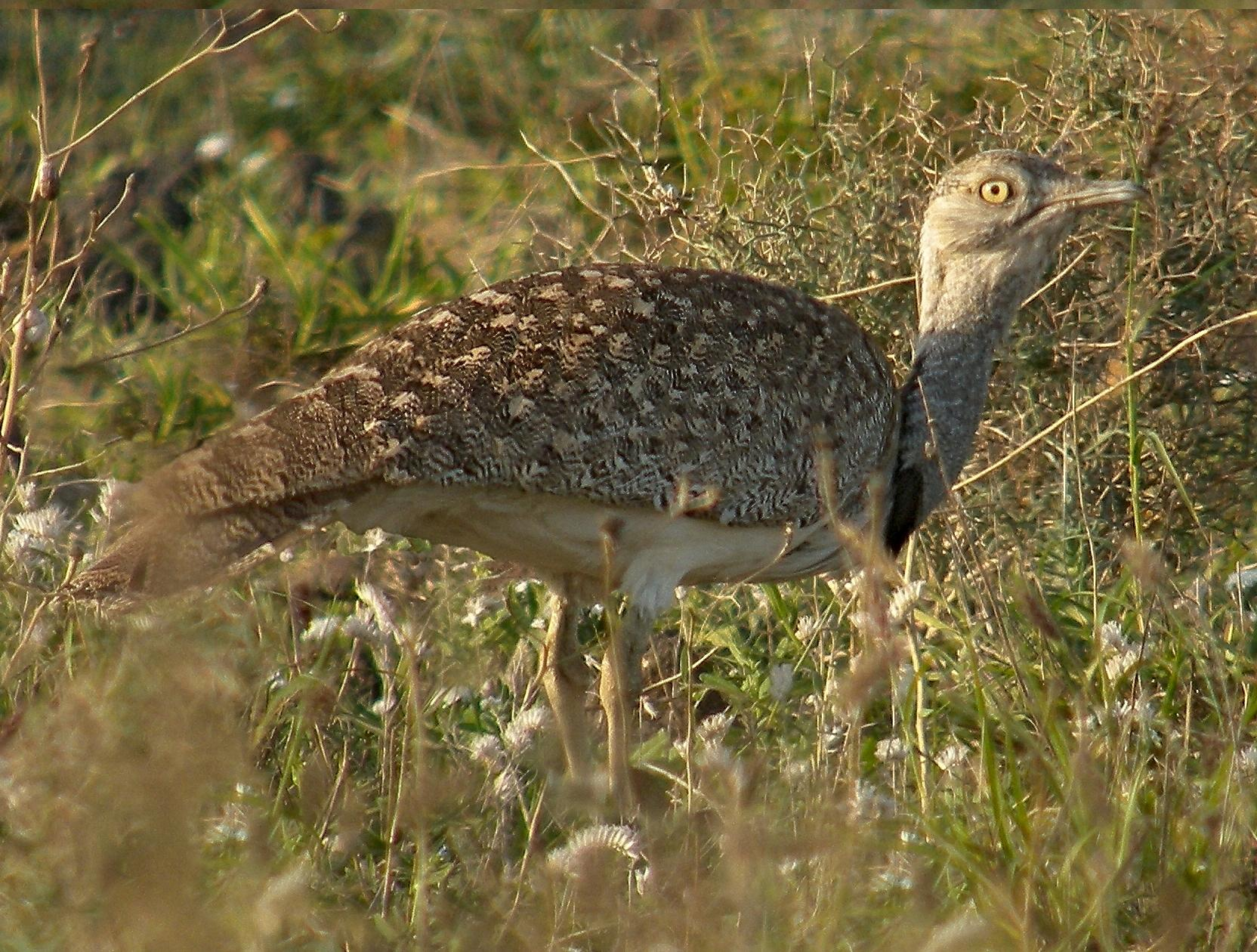